# SM-liiga 1998/99
Die Saison 1998/99 war die 24. Spielzeit der SM-liiga. Zum siebten Mal seit der Gründung der SM-liiga und zum achten Mal insgesamt wurde TPS Turku Finnischer Eishockey-Meister.

## Reguläre Saison

### Modus
Jedes Team musste viermal gegen jedes andere Team in der Liga und zehnmal zusätzlich gegen örtlich nahegelegene Mannschaften spielen. Jedes Spiel bestand aus drei Dritteln à 20 Minuten. Im Fall, dass nach der regulären Spielzeit kein Sieger gefunden war, wurde das Spiel als unentschieden gewertet.
Ein Sieg in der regulären Spielzeit brachte einer Mannschaft zwei Punkte. Ein Unentschieden wurde mit einem Punkt vergütet. Für eine Niederlage gab es keine Punkte.

### Abschlusstabelle
Abkürzungen: Sp = Spiele, S = Siege, U = Unentschieden, N = Niederlagen, T = Tore, GT = Gegentore, TD = Tordifferenz
| Pl  | Mannschaft | Sp | S  | U | N  | T   | GT  | TD   | Punkte |
| --- | ---------- | -- | -- | - | -- | --- | --- | ---- | ------ |
| 1.  | TPS        | 54 | 37 | 7 | 10 | 179 | 107 | +72  | 81     |
| 2.  | HIFK       | 54 | 34 | 6 | 14 | 209 | 104 | +105 | 74     |
| 3.  | Jokerit    | 54 | 31 | 3 | 20 | 171 | 140 | +31  | 65     |
| 4.  | HPK        | 54 | 27 | 6 | 21 | 192 | 152 | +40  | 60     |
| 5.  | Ilves      | 54 | 30 | 0 | 24 | 180 | 143 | +37  | 60     |
| 6.  | SaiPa      | 54 | 25 | 4 | 25 | 141 | 135 | −12  | 54     |
| 7.  | Blues      | 54 | 21 | 7 | 26 | 146 | 183 | −37  | 49     |
| 8.  | JYP        | 54 | 22 | 4 | 28 | 137 | 157 | −20  | 48     |
| 9.  | Tappara    | 54 | 21 | 6 | 27 | 148 | 196 | −48  | 48     |
| 10. | Ässät      | 54 | 20 | 6 | 28 | 152 | 178 | −26  | 46     |
| 11. | Lukko      | 54 | 16 | 7 | 31 | 126 | 176 | −50  | 39     |
| 12. | KalPa      | 54 | 9  | 6 | 39 | 95  | 187 | −92  | 24     |

### Beste Scorer
Abkürzungen: T = Tore, A = Assists
| Pl  | Spieler           | Mannschaft | T  | A  | Punkte |
| --- | ----------------- | ---------- | -- | -- | ------ |
| 1.  | Jan Čaloun        | HIFK       | 24 | 57 | 81     |
| 2.  | Pasi Saarela      | Jokerit    | 38 | 20 | 58     |
| 3.  | Tomáš Vlasák      | HPK        | 28 | 29 | 57     |
| 4.  | Brian Rafalski    | HIFK       | 19 | 34 | 53     |
| 5.  | Peter Larsson     | Ilves      | 20 | 32 | 52     |
| 6.  | Roman Šimíček     | HPK        | 24 | 27 | 51     |
| 7.  | Raimo Helminen    | Ilves      | 20 | 32 | 52     |
| 8.  | Leonīds Tambijevs | Lukko      | 26 | 23 | 49     |
| 9.  | Mika Nieminen     | HIFK       | 20 | 28 | 48     |
| 10. | Janne Ojanen      | Tappara    | 14 | 32 | 46     |

## Play-offs

### Modus
Die Plätze 1–8 waren automatisch für die Play-offs qualifiziert.
Für die jeweils nächste Runde qualifizierten sich die Mannschaften, die im Viertel- und Halbfinale gegen ihren Gegner von fünf Spielen die meisten gewonnen hatten. Die Sieger der Halbfinals zogen ins Finale ein, während die Verlierer im kleinen Finale um den dritten Platz spielten. Im Finale wurden ebenfalls fünf Spiele gespielt. Wer die meisten Spiele gewann, war Sieger der Saison. In der Runde um Platz 3 wurde lediglich ein Spiel gespielt. Die jeweiligen Gegner wurden so zusammengestellt, dass die bestplatzierte Mannschaft gegen die schlechteste spielt, die zweitbeste, gegen die zweitschlechteste, und so weiter. Ein Spiel dauerte, so wie in der Hauptsaison, insgesamt 60 Minuten. Nach der regulären Zeit wurden Verlängerungen von jeweils 20 Minuten Länge gespielt, bis ein Sieger durch ein entscheidendes Tor gefunden wurde.

### Turnierbaum
|  | Viertelfinale    | Viertelfinale    |                 |                 | Halbfinale       | Halbfinale |  |  | Finale   | Finale   |
|  |                  |                  |                 |                 |                  |            |  |  |          |          |
|  | 25.3. - ?.3.1999 |                  |                 |                 |                  |            |  |  |          |          |
|  | TPS              | 3                |                 |                 |                  |            |  |  |          |          |
|  | TPS              | 3                | 3.4. – 6.4.1999 |                 |                  |            |  |  |          |          |
|  | JYP              | 0                |                 |                 |                  |            |  |  |          |          |
|  | JYP              | 0                | TPS             | 3               |                  |            |  |  |          |          |
|  |                  |                  | TPS             | 3               |                  |            |  |  |          |          |
|  |                  | SaiPa            | 0               |                 |                  |            |  |  |          |          |
|  | Jokerit          | SaiPa            | 0               | 0               |                  |            |  |  |          |          |
|  | Jokerit          |                  |                 | 0               |                  |            |  |  |          |          |
|  | SaiPa            | 3                |                 | 13. – 18.4.1999 | 13. – 18.4.1999  |            |  |  |          |          |
|  | 25.3. - ?.3.1999 | 25.3. - ?.3.1999 | TPS             | 3               |                  |            |  |  |          |          |
|  | 25.3 - 30.3.1999 | 25.3 - 30.3.1999 |                 | HIFK            | 1                |            |  |  |          |          |
|  | HIFK             | 3                |                 |                 |                  |            |  |  |          |          |
|  | Espoo            | 1                |                 |                 |                  |            |  |  |          |          |
|  | Espoo            | 1                | HIFK            | 3               |                  |            |  |  |          |          |
|  |                  |                  | HIFK            | 3               | Spiel um Platz 3 |            |  |  |          |          |
|  |                  | HPK              | 0               |                 |                  |            |  |  |          |          |
|  | HPK              | HPK              | 0               | 3               | HPK              | 1          |  |  |          |          |
|  | HPK              | 3.4. – 6.4.1999  |                 | 3               | HPK              | 1          |  |  |          |          |
|  | Ilves            | 1                |                 | SaiPa           | 0                |            |  |  |          |          |
|  | Ilves            | 1                |                 |                 | 0                |            |  |  |          |          |
|  | 25.3 - 30.3.1999 | 25.3 - 30.3.1999 |                 |                 |                  |            |  |  | 9.4.1999 | 9.4.1999 |

### Viertelfinale
| TPS – JYP                      | TPS – JYP | TPS – JYP | TPS – JYP |
| ------------------------------ | --------- | --------- | --------- |
| 25. März                       | TPS       | Ilves     | 8-0       |
|                                | Ilves     | TPS       | 2-3       |
|                                | TPS       | Ilves     | 5-1       |
| TPS gewinnt die Runde mit 3:0. |           |           |           |

| Jokerit – SaiPa                  | Jokerit – SaiPa | Jokerit – SaiPa | Jokerit – SaiPa |
| -------------------------------- | --------------- | --------------- | --------------- |
| 25. März                         | Jokerit         | SaiPa           | 1-4             |
|                                  | SaiPa           | Jokerit         | 4-3 n. V.       |
|                                  | Jokerit         | SaiPa           | 4-5             |
| SaiPa gewinnt die Runde mit 3:0. |                 |                 |                 |

| HIFK – Blues                    | HIFK – Blues | HIFK – Blues | HIFK – Blues |
| ------------------------------- | ------------ | ------------ | ------------ |
| 25. März                        | HIFK         | Blues        | 3-4          |
|                                 | Blues        | HIFK         | 1-2 n. V.    |
|                                 | HIFK         | Blues        | 5-2          |
| 30. März                        | Blues        | HIFK         | 2-3          |
| HIFK gewinnt die Runde mit 3:1. |              |              |              |

| HPK – Ilves                    | HPK – Ilves | HPK – Ilves | HPK – Ilves |
| ------------------------------ | ----------- | ----------- | ----------- |
| 25. März                       | HPK         | Ilves       | 3-0         |
|                                | Ilves       | HPK         | 4-5 n. V.   |
|                                | HPK         | Ilves       | 1-2         |
| 30. März                       | Ilves       | HPK         | 4-5 n. V.   |
| HPK gewinnt die Runde mit 3:1. |             |             |             |

### Halbfinale
| TPS – SaiPa                    | TPS – SaiPa | TPS – SaiPa | TPS – SaiPa |
| ------------------------------ | ----------- | ----------- | ----------- |
| 3. April                       | TPS         | SaiPa       | 4-0         |
|                                | SaiPa       | TPS         | 1-3         |
| 6. April                       | TPS         | SaiPa       | 7-3         |
| TPS gewinnt die Runde mit 3:0. |             |             |             |

| HIFK – HPK                      | HIFK – HPK | HIFK – HPK | HIFK – HPK |
| ------------------------------- | ---------- | ---------- | ---------- |
| 3. April                        | HIFK       | HPK        | 7-3        |
|                                 | HPK        | HIFK       | 2-4        |
| 6. April                        | HIFK       | HPK        | 5-1        |
| HIFK gewinnt die Runde mit 3:0. |            |            |            |

### Dritter Platz
| HPK – SaiPa         | HPK – SaiPa | HPK – SaiPa | HPK – SaiPa |
| ------------------- | ----------- | ----------- | ----------- |
| 9. April            | HPK         | SaiPa       | 7-2         |
| HPK gewinnt Bronze. |             |             |             |

### Finale
| TPS – HIFK                                                 | TPS – HIFK | TPS – HIFK | TPS – HIFK |
| ---------------------------------------------------------- | ---------- | ---------- | ---------- |
| 13. April                                                  | TPS        | HIFK       | 3-1        |
|                                                            | HIFK       | TPS        | 7-2        |
|                                                            | TPS        | HIFK       | 5-2        |
| 18. April                                                  | HIFK       | TPS        | 0-1        |
| TPS gewinnt die Meisterschaft mit 3:1. HIFK erhält Silber. |            |            |            |

### Finnischer Meister
| Finnischer Meister TPS Turku | Torhüter: Miikka Kiprusoff, Fredrik Norrena Verteidiger: Peter Ahola, Aki-Petteri Berg, Kimmo Eronen, Marko Kiprusoff, Mika Lehtinen, Jouni Loponen, Ilkka Mikkola, Tommi Rajamäki, Simo Rouvali Angreifer: Mika Alatalo, Miika Elomo, Teemu Elomo, Mikko Eloranta, Tomi Kallio, Jani Kiviharju, Joni Lius, Tommi Miettinen, Mikko Rautee, Kalle Sahlstedt, Marco Tuokko, Jani Väänänen, Ville Vahalahti, Tony Virta Cheftrainer: Hannu Jortikka |

### Beste Scorer
Abkürzungen: T = Tore, A = Assists
| Pl | Spieler          | Mannschaft | T | A | Punkte |
| -- | ---------------- | ---------- | - | - | ------ |
| 1. | Jan Čaloun       | HIFK       | 8 | 6 | 14     |
| 2. | Brian Rafalski   | HIFK       | 5 | 9 | 14     |
| 3. | Tony Virta       | TPS        | 6 | 6 | 12     |
| 4. | Mika Kortelainen | HIFK       | 6 | 5 | 11     |
| 5. | Mika Nieminen    | HIFK       | 4 | 7 | 11     |

## SM-liiga-Qualifikation
Um nicht abzusteigen, musste sich die letztplatzierte Mannschaft der SM-liiga (in diesem Fall KalPa Kuopio) gegen drei Aufstiegskandidaten aus der zweiten finnischen Eishockeyliga (1. Division) beweisen. Die Aufstiegskandidaten waren die drei besten Mannschaften der Play-offs der 1. Division (TuTo Turku, Pelicans Lahti und Sport Vaasa).
Es gab zwei Qualifikationsrunden, wobei in der zweiten Runde die Gewinner der ersten gegeneinander antraten. Wer die zweite Runde gewann, durfte in der SM-liiga bleiben bzw. in diese aufsteigen.

### 1. Runde
| KalPa – TuTo                        | KalPa – TuTo | KalPa – TuTo |
| ----------------------------------- | ------------ | ------------ |
| KalPa                               | TuTo         | 6-3          |
| TuTo                                | KalPa        | 0-3          |
| KalPa                               | TuTo         | 6-2          |
| KalPa gewinnt die 1. Runde mit 3:0. |              |              |

| Pelicans – Sport                            | Pelicans – Sport | Pelicans – Sport |
| ------------------------------------------- | ---------------- | ---------------- |
| Pelicans                                    | Sport            | 3-1              |
| Sport                                       | Pelicans         | 0-3              |
| Pelicans                                    | Sport            | 2-1 n. V.        |
| Die Pelicans gewinnen die 1. Runde mit 3:0. |                  |                  |

### 2. Runde
| KalPa – Pelicans                            | KalPa – Pelicans | KalPa – Pelicans |
| ------------------------------------------- | ---------------- | ---------------- |
| KalPa                                       | Pelicans         | 1-4              |
| Pelicans                                    | KalPa            | 3-1              |
| KalPa                                       | Pelicans         | 1-2              |
| Die Pelicans gewinnen die 2. Runde mit 3:0. |                  |                  |

Die Pelicans stiegen aufgrund des Ergebnisses der 2. Runde in die SM-liiga auf. KalPa Kuopio musste in die 1. Division absteigen.

## Auszeichnungen
| Auszeichnung                 | Gewinner         | Mannschaft |
| ---------------------------- | ---------------- | ---------- |
| Aarne-Honkavaara-Trophäe     | Pasi Saarela     | Jokerit    |
| Jari-Kurri-Trophäe           | Miikka Kiprusoff | TPS        |
| Jarmo Wasaman muistopalkinto | Timo Pärssinen   | TPS        |
| Kalevi-Numminen-Trophäe      | Hannu Jortikka   | TPS        |
| Kultainen kypärä             | Brian Rafalski   | HIFK       |
| Lasse-Oksanen-Trophäe        | Jan Čaloun       | HIFK       |
| Matti-Keinonen-Trophäe       | Brian Rafalski   | HIFK       |
| Pekka-Rautakallio-Trophäe    | Brian Rafalski   | HIFK       |
| Pentti-Isotalo-Trophäe       | Panu Bruun       | -          |
| Raimo-Kilpiö-Trophäe         | Marko Kiprusoff  | TPS        |
| Unto-Wiitala-Trophäe         | Pekka Haajanen   | -          |
| Urpo-Ylönen-Trophäe          | Miikka Kiprusoff | TPS        |
| Veli-Pekka-Ketola-Trophäe    | Jan Čaloun       | HIFK       |